# Райка каліфорнійська
Райка каліфорнійська (Pseudacris cadaverina) — вид земноводних з роду Болотна райка родини Райкові.

## Опис
Загальна довжина досягає 2,9—5 см. Голова коротка, товста. Тулуб широкий. Шкіра горбиста й бородавчаста. Кінцівки масивні з розвиненими пальцями з присосками. Забарвлення спини сіре або світло-коричневе з темними плямами. Черево білуватого кольору. Внутрішня сторона лап, пах жовті. У самців горло темно—жовтого забарвлення.

## Спосіб життя
Полюбляє рідколісся. Зустрічається лише біля води, рідко віддаляється від неї далі ніж на кілька метрів. Часто по декілька штук вони забираються в щілини, поглиблення в каменях на берегах струмків і ставків. При температурах нижче 25 °C тіло цієї райки дещо тепліше за навколишнє середовище, при більш високих температурах — холодніше. Висихаючи, може втратити без смертельних наслідків до 35% від початкової ваги тіла. Активна з середини лютого до початку жовтня. Живиться павуками і комахами.
Парування відбувається з середини квітня до кінця червня. Самиця відкладає у середньому 15 яєць. Пуголовки у водоймах спостерігаються з кінця квітня до кінця серпня.

## Розповсюдження
Мешкає у Каліфорнії (США) та Баха-Каліфорнії (Мексика).